# Pycnoplax
Pycnoplax is een geslacht van kreeftachtigen uit de klasse van de Malacostraca (hogere kreeftachtigen).

## Soorten
- Pycnoplax aspera Castro, 2009
- Pycnoplax bispinosa (Rathbun, 1914)
- Pycnoplax coryphaea Castro, 2012
- Pycnoplax latifolia Castro, 2007
- Pycnoplax meridionalis (Rathbun, 1923)
- Pycnoplax suruguensis (Rathbun, 1932)
- Pycnoplax victoriensis (Rathbun, 1923)